# منظمة تنمية الطاقة في شبه الجزيرة الكورية
| البلد                           | بالدولار الأمريكي (ملايين) |
| ------------------------------- | -------------------------- |
| كوريا الجنوبية                  | 1,455                      |
| اليابان                         | 498                        |
| الولايات المتحدة                | 405                        |
| الجماعة الأوروبية للطاقة الذرية | 122                        |
| أستراليا                        | 14                         |
| دول أخرى                        | 18                         |

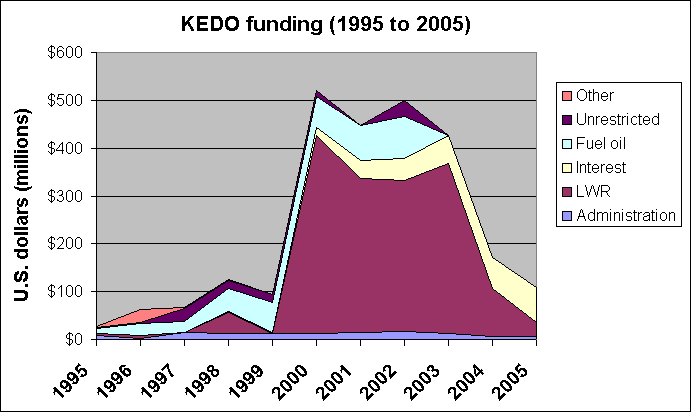

منظمة تنمية الطاقة في شبه الجزيرة الكورية (بالإنجليزية:Korean Peninsula Energy Development Organization) هي منظمة تأسست في 15 مارس عام 1995 من قبل الولايات المتحدة وكوريا الجنوبية واليابان لتنفيذ الخطة المتفق عليه بين الولايات المتحدة وكوريا الشمالية التي تم الاتفاق عليها عام 1994 والذي ينص على تجميد تطوير محطة الطاقة النووية الكورية الشمالية وتعرف أيضا باسم مركز يونغبيون للأبحاث النووية العلمية، والتي يشتبه بها في أنه تعمل في برامج للأسلحة النووية.
نشاط المنظمة الرئيسي هو إنشاء محطتي لمفاعلات الماء الخفيف للطاقة النووية في كوريا الشمالية لتحل محل مفاعل ماجنوكس التابعة لكوريا الشمالية. كانت السنة المستهدفة الأصلية للانتهاء هي عام 2003.
منذ ذلك الوقت، انضم إلى المنظمة أعضاء آخرون هم:
- 1995: أستراليا، كندا، نيوزيلندا
- 1996: الأرجنتين، شيلي، إندونيسيا
- 1997: الاتحاد الأوروبي، بولندا
- 1999: الجمهورية التشيكية
- 2000: أوزبكستان

جرت مناقشات المنظمة ة على مستوى مساعد وزير الخارجية الامريكي ونائب وزير خارجية كوريا الجنوبية ورئيس المكتب الاسيوى بوزارة الخارجية اليابانية.
تقع أمانة المنظمة في نيويورك.